# 明晰夢
心理学の分野の一分野である夢研究学において、明晰夢（めいせきむ、英語: Lucid dreaming）とは、夢を見ている間に見ている本人が夢を見ていることに気づくという種類の夢のことである。明晰夢を見る能力は訓練可能な認知的技能である。明晰夢の間、夢を見ている人は夢の登場人物、物語、または環境に対してある程度の意志的制御を得るかもしれないが、この夢の内容の制御は明晰夢の顕著な特徴ではない。重要な区別は、明晰夢は前明晰夢や鮮明な夢などの他の種類の夢とは異なる種類の夢であるということである。ただし、前明晰夢は明晰夢の前駆体であり、明晰夢はしばしば夢の鮮明さの向上を伴う。明晰夢はまた、明晰ヒプナゴジアや明晰入眠時幻覚などの他の明晰境界睡眠状態とは異なる状態である。
正式な心理学では、明晰夢は長年にわたって研究され報告されてきた。古代から現代に至るまでの著名な人物たちは明晰夢に魅了され、その原因や目的をより良く理解する方法を求めてきた。科学的研究の結果として、多くの異なる理論が生まれた。心理学研究のさらなる発展により、この形の夢見が治療技法として利用される可能性があることが指摘された。
「明晰夢」という用語は、オランダの作家で精神科医のフレデリク・ファン・エーデンが1913年の論文「夢の研究」で造語したが、夢を見ている人が夢を見ていることに気づいているという記述はその論文以前にも存在する。
心理学者のスティーブン・ラバージは、現代の明晰夢研究の創始者であり先駆的リーダーとして広く認識されている。彼はスタンフォード大学のルシディティ研究所の創設者である。

## 定義
パウル・トーリーは明晰夢の研究の認識論的基礎を確立し、夢が明晰夢と定義されるために満たさなければならない明瞭さの7つの異なる条件を提案した：
1. 夢の状態の認識（方向づけ）
2. 意思決定能力の認識
3. 記憶機能の認識
4. 自己の認識
5. 夢環境の認識
6. 夢の意味の認識
7. 集中と焦点の認識（その状態の主観的明瞭さ）

その後、1992年にディアドラ・バレットによる研究では、明晰夢が明晰性の4つの系を含んでいるかどうかを調査した：
1. 夢を見ている人は自分が夢を見ていることを認識している
2. 彼らは自分の行動が目覚めた後に引き継がれないことを認識している
3. 夢の中では物理法則が適用される必要がない
4. 夢を見ている人は覚醒世界の明確な記憶を持っている

バレットの調査では、明晰性の報告の4分の1未満が全ての4つの特性を示していた。
その後、スティーブン・ラバージは明晰夢における夢のシナリオを制御する能力の普及度を研究し、夢の制御と夢の認識は相関しているが、一方が他方を必要としないことを発見した。ラバージは、他方の能力がなくとも一方が明確に現れる夢を発見した。また、夢を見ている人が明晰であり、制御を行使できることを認識していても、単に観察することを選ぶ夢も発見した。

## 歴史

### 東洋
明晰夢の実践は、古代インドのヒンドゥー教の実践であるヨガ・ニドラとチベット仏教の実践である夢ヨガの両方の中心である。そのような意識の涵養は初期の仏教徒の間で一般的な実践だった。

### 西洋
この現象に関する初期の言及は古代ギリシャの文献にも見られる。例えば、哲学者のアリストテレスは「しばしば人が眠っているとき、その時に現れるものが夢に過ぎないことを宣言する何かが意識の中にある」と書いた。一方、医師のガレノスは治療法として明晰夢を使用した。さらに、AD 415年にアウグスティヌスによって書かれた手紙は、ゲンナディウス博士という夢見る人の話を伝えており、明晰夢に言及している。
哲学者で医師のサー・トーマス・ブラウン（1605〜1682）は夢に魅了され、自身の明晰夢を見る能力を医師の信仰で次のように述べている：「…しかし一つの夢の中で、私は一つの喜劇全体を作り、その行動を見、冗談を理解し、そうした思いつきに目覚めて笑うことができる」。
サミュエル・ピープスは、1665年8月15日の日記のエントリーで夢を記録し、次のように述べている：「私はキャッスルメイン婦人を腕に抱き、彼女と望むすべての戯れを許された。そして、これは覚醒状態ではなく、ただの夢だということを夢の中で夢見た」。
1867年、フランスの中国学者マリー＝ジャン＝レオン、エルヴェ・ド・サン・ドニ侯爵は匿名で「夢とそれを導く方法；実践的観察」（Les Rêves et Les Moyens de Les Diriger; Observations Pratiques）を出版し、その中で自身の明晰夢の経験を説明し、誰でも意識的に夢を見ることを学ぶことが可能であると提案した。

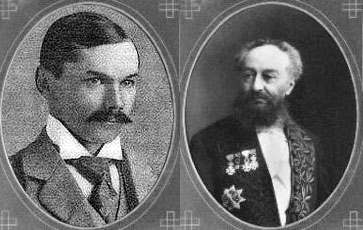
フレデリク・ファン・エーデン（左）とエルヴェ・ド・サン・ドニ侯爵（右）、明晰夢の初期の研究者

1913年、オランダの精神科医で作家のフレデリク（ウィレム）・ファン・エーデン（1860〜1932）は「夢の研究」と題された論文で「明晰夢」という用語を造語した。
この用語は、ファン・エーデンが明晰夢よりも具体的な現象を指していたため、誤称であるという意見もある。ファン・エーデンは「明晰」（lucid）という言葉を、経験の知覚的質を指すのではなく、精神病からの一時的緩解に適用される「明晰な間隔」（a lucid interval）という言葉のように「洞察力を持つ」という意味で使おうとした。この経験は明確で鮮明であるかもしれないし、そうでないかもしれない。

## スキルの習得
臨床心理学者のクリステン・ラマルカは、明晰夢のスキルを習得するための4つの段階を概説した：
| 段階 | タイトル | 説明 | 希少性     |
| ---- | -------- | --- | ---------- |
| 1    | 初心者   | 実践者は明晰夢を見た記憶がまったくないかもしれず、おそらく短い明晰の瞬間を経験したに過ぎない。 | 一般的     |
| 2    | 経験者   | 経験豊富な明晰夢実践者は、夢の制御能力と事前に意図した行動を実行する能力が向上している。しかし、明晰性を生産的に活用することについての明晰夢実践のまだ磨かれていない側面がある。明晰夢をより多く経験するにつれて、夢の明晰性へのアクセスと維持に関する理解が深まる。 | やや少ない |
| 3    | 熟練者   | 熟練した明晰夢見者は、明晰夢で意図した行動を達成する意図的な能力と、特定の夢のシナリオに最適な行動の知識によって特徴づけられる。熟練した明晰夢実践者の練習は、瞑想的な実践やアスレチックな運動スキルトレーニングを含めることができる、柔軟な夢探索を促進する幅広いスキルセットを活用した、よく計画されたものである。このレベルのスキルの適切さは、充実した明晰夢の実践を発展させるために必要ではない。 | 珍しい     |
| 4    | 専門家   | 明晰夢スキルにおける専門性は、明晰夢中の明晰性のより高い強度の正常化を伴う。ラマルカは、専門家の実践は「少なくとも10年の強い献身、長い訓練時間、そしてより高度な専門家による指導によって特徴づけられる」と書いている。チベット仏教の師などの精神的人物は、最高レベルの熟達度を示す傾向がある。 | 非常に稀   |

スキルレベルの進行は、実践者の規律、方法論、応用の発展における成熟に似ている。

## 認知科学
1968年、セリア・グリーンはそのような夢の主な特徴を分析し、この主題に関する以前に発表された文献をレビューし、彼女自身の参加者からの新しいデータを組み込んだ。彼女は明晰夢が通常の夢とはまったく異なる経験のカテゴリーであると結論付け、それらがレム睡眠（REM睡眠）に関連していると述べた。グリーンはまた、明晰夢を虚偽覚醒の現象に最初に結びつけた。
1973年、国立精神衛生研究所は、カリフォルニア大学サンフランシスコ校の研究者たちが、眠っている被験者にREM夢を認識させ、親指のマイクロスイッチを押すことでこれを示すように訓練できたと報告した。音と軽いショックを合図として使用し、実験は被験者が夢見を含む様々な睡眠段階の知識を信号で示すことができることを示した。
1975年、キース・ヒアーン博士は急速眼球運動（REM）の性質を利用して、夢見る人が夢から覚醒世界へ直接メッセージを送れるようにするというアイデアを思いついた。経験豊富な明晰夢見者（アラン・ワースリー）と協力し、最終的にワースリーの明晰夢の中から発信された事前に定義された一連の目の動きを（眼電図またはEOGを使用して）記録することに成功した。これは1975年4月12日の朝の約8時に発生した。ヒアーンのEOG実験は、超心理学会の学術誌での出版を通じて正式に認められた。その後、明晰夢は、夢を経験している間に夢見る人に事前に決められた身体反応を行うよう求めることで研究され、その中には眼球運動の信号も含まれた。
1980年、スティーブン・ラバージはスタンフォード大学で博士論文の一部としてそのような技術を開発した。1985年、ラバージは明晰夢中のカウント時の時間知覚が覚醒時とほぼ同じであることを示すパイロット研究を行った。明晰夢見者は夢の中で10秒間をカウントし、眼電図記録で測定された事前に取り決めた目の信号でカウントの開始と終了を知らせた。ラバージの結果は2004年にドイツの研究者D. エルラッハャーとM. シュレドルによって確認された。
スティーブン・ラバージによるさらなる研究では、4人の被験者が夢の中で歌うか数えるかを比較した。ラバージは歌っている間は右半球がより活動的で、数えている間は左半球がより活動的であることを発見した。
神経科学者のJ・アラン・ホブソンは明晰夢の間に脳内で起こっていることについて仮説を立てた。明晰夢の最初のステップは自分が夢を見ていることを認識することである。この認識は背外側前頭前野で発生する可能性がある。ここはREM睡眠中に非活性化される数少ない領域の一つであり、ワーキングメモリが発生する場所である。この領域が活性化され、夢を見ていることの認識が起こると、夢見る人は夢を続けさせるように注意しなければならないが、それが夢であることを覚えておくために十分に意識的でなければならない。このバランスを維持している間、扁桃体と海馬傍回はあまり強く活性化されない可能性がある。夢の幻覚の強度を続けるために、橋と頭頂後頭接合部が活性状態を維持することが予想される。
脳波（EEG）や他の多重睡眠測定を使用して、ラバージらは明晰夢が急速眼球運動（REM）段階の睡眠で始まることを示した。ラバージはまた、明晰夢見者はベータ-1周波数帯（13〜19 Hz）の脳波活動がより多く経験されるため、頭頂葉の活動が増加し、明晰夢が意識的なプロセスになると提案している。
ドイツのゲシュタルト心理学者で心理学とスポーツ科学の教授であるパウル・トーリーは、人が色彩で夢を見るのか白黒で夢を見るのかという問題を解決するために、元々夢を研究した。彼の現象学的研究では、批判的実在論を使用した認識論的枠組みを概説した。トーリーは、そのような習慣が夢の中で現れるように、覚醒生活が夢であると常に疑うよう被験者に指示した。彼はこの明晰夢を誘発する技術を「反射技術」（Reflexionstechnik）と呼んだ。被験者はそのような明晰夢を見ることを学び、彼らの夢の内容を観察し、目覚めた直後にそれを報告した。トーリーは夢の人物の認知能力を調査することができた。訓練を受けた9人の明晰夢見者は、明晰夢の間に他の夢の人物に算術的および言語的タスクを設定するよう指示された。タスクを実行することに同意した夢の人物は、算術的タスクよりも言語的タスクでより成功した。トーリーは彼の科学的結果について、同様のアプローチを持つスティーブン・ラバージと議論した。
スティーブン・ラバージと他の科学者によって、薬物を通じて明晰夢の能力を獲得することが可能かどうかを確認するための研究が行われた。2018年、121人の患者に二重盲検プラセボ対照試験でガランタミンが投与された。これはその種の唯一の試験である。一部の参加者は過去6か月間の自己報告と比較して、明晰夢の能力が最大42%増加したと報告し、10人が初めて明晰夢を経験した。ガランタミンがアセチルコリンの蓄積を可能にし、夢見の間の記憶と意識の向上につながるというのが理論化されている。

### 双方向コミュニケーション

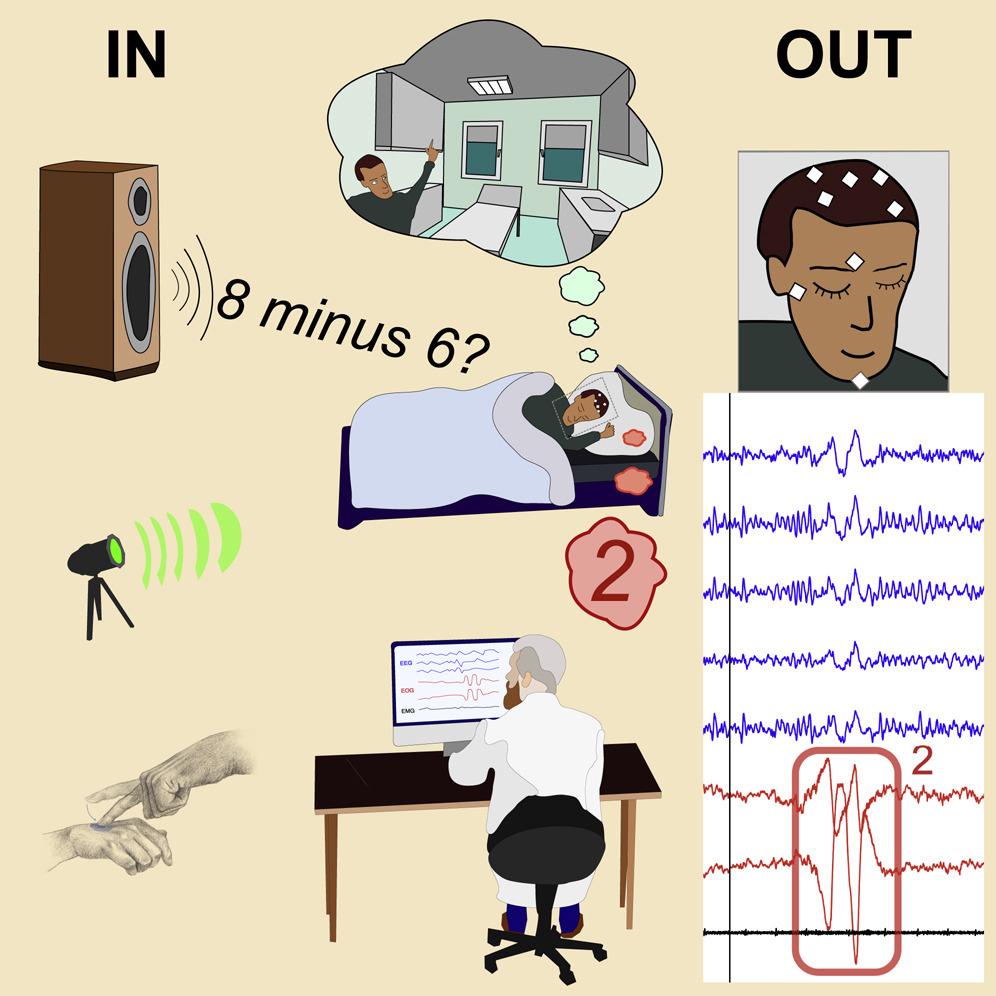
「REM睡眠中の実験者と夢見る人との間のリアルタイム対話」のグラフィカル抄録

認知科学者のチームは、明晰夢を経験している人々とのリアルタイム双方向コミュニケーションを確立した。夢見の間、彼らは眼球運動や顔面筋信号を通じて実験者と意識的にコミュニケーションを取り、複雑な質問を理解し、ワーキングメモリを使用することができた。このような対話型の明晰夢は、夢の状態を科学的に探索するための新しいアプローチとなり、学習や創造性への応用がある可能性がある研究者らはまた、明晰夢状態の個人が仮想環境内でフィードバックを制御し応答できることを実証した。

### 代替理論
他の研究者は、明晰夢は睡眠の状態ではなく、短い覚醒、つまり「マイクロ覚醒」の状態であると示唆している。スティーブン・ラバージによる実験では、明晰夢見者を研究する際に覚醒の基準として「外界の知覚」を使用し、彼らの睡眠状態を生理的測定で裏付けた。ラバージの被験者はREM状態で明晰夢を経験したが、批評家はこれが被験者が完全に覚醒していることを意味する可能性があると感じた。J・アラン・ホブソンは、明晰夢は覚醒と夢見の両方の状態でなければならないと回答した。
哲学者のノーマン・マルコムは夢懐疑論の提唱者だった。彼は夢の報告の正確さをチェックする可能性に反対し、「ある人が特定の夢を見たという声明の真実の唯一の基準は、本質的に、彼がそう言うことである」と指摘した。しかし、夢の報告は、REM睡眠中に何らかの内部的なドラマが演じられていることを示す唯一の証拠ではない。発話や身体筋肉に対する筋電図は、REM中に眠っている身体が隠れて歩き、身振りをし、話していることを実証した。

## 有病率と頻度
2016年、デビッド・サンダースらによるメタ分析研究では、50年間から取られた34の明晰夢研究について、24,282人のプール標本の55％が生涯に少なくとも一回以上明晰夢を経験したと主張していることが示された。さらに、明晰夢を経験すると述べた人々のうち、約23％が月に一回以上の頻度で定期的に明晰夢を経験すると報告した。2004年の明晰夢の頻度とパーソナリティに関する研究では、悪夢の頻度と明晰夢の頻度の間には中程度の相関があることが示された。一部の明晰夢見者は、悪夢が夢の明晰性のきっかけになると報告した。これまでの研究では、明晰夢は成人よりも青少年の間でより一般的であると報告されている。
2015年にジュリアン・ムッツとアミール＝ホマユーン・ジャヴァディによる研究では、長期間瞑想を実践してきた人々はより多くの明晰夢を見る傾向があることが示された。著者らは「意識の覚醒」という雑誌に発表したレビューで、「明晰夢は覚醒と夢見の両方の特徴を持つハイブリッドな意識状態である」と主張した。
ムッツとジャヴァディは、明晰夢の間、背外側前頭前野、両側の前頭極前頭前野、楔前部、下頭頂小葉、および縁上回の活動が増加することを発見した。これらはすべてワーキングメモリ、計画、自己意識を含む高次認知機能に関連する脳機能である。研究者らはまた、明晰夢の間、「自己決定のレベル」は人々が覚醒状態で経験するものと類似していることを発見した。彼らはまた、明晰夢見者は一度に夢の限られた側面しか制御できないことを発見した。
ムッツとジャヴァディはまた、明晰夢をさらに研究することで、科学者は他の時には分離して研究することが容易ではないさまざまな種類の意識についてより多くを学ぶことができると述べている。

## 提案された応用

### 悪夢の治療
悪夢に悩む人々は、自分が夢を見ていることを認識する能力から恩恵を受ける可能性があることが示唆されている。2006年に行われたパイロット研究では、明晰夢療法治療が悪夢の頻度を減少させるのに成功したことが示された。この治療はアイデアへの曝露、技術の習得、明晰性の練習で構成されていた。悪夢を克服する上で治療のどの側面が成功に責任があったのかは明確ではなかったが、治療全体として成功したと言われている。
オーストラリアの心理学者ミラン・コリックは、ナラティブセラピーの原則をクライアントの明晰夢に適用し、睡眠中の悪夢だけでなく、うつ病、自傷行為、その他の覚醒生活における問題の影響を減らす研究を行った。コリックは治療的な会話が夢の苦痛を与える内容を減少させることができ、一方で人生に関する理解、さらには明晰夢からの登場人物でさえ、顕著な治療的利益をもたらす生活に適用できることを発見した。
心理療法士は治療の一部として明晰夢を適用している。研究によると、明晰夢を誘発することで、繰り返し発生する悪夢を緩和できることが示されている。この緩和が明晰性によるものか、夢自体を変える能力によるものかは不明である。2006年にヴィクター・スプールメーカーとヴァン・デン・ボウトが行った研究では、慢性的な悪夢に悩む人々に対する明晰夢治療（LDT）の有効性を評価した。LDTは曝露、習得、明晰性の練習で構成されている。明晰夢治療の結果、治療グループの悪夢の頻度が減少したことが明らかになった。別の研究では、スプールメーカー、ヴァン・デン・ボウト、マイヤー（2003）は8人の被験者に対して1時間の個別セッションを行い、その中で明晰夢の練習を含む明晰夢治療の悪夢への効果を調査した。研究の結果、悪夢の頻度が減少し、睡眠の質がわずかに向上したことが明らかになった。
ホルツィンガー、クルッシュ、サレトゥは「夢見の間の認知－悪夢における治療的介入」という作業名の下で心理療法研究を管理した。これには40人の被験者、男性と女性、18〜50歳が含まれ、彼らの生活の質は悪夢によって著しく変化していた。被験者にはゲシュタルト集団療法が施され、そのうち24人にはホルツィンガーによって明晰夢の状態に入る方法も教えられた。これは彼らの悪夢の進路を変えるために意図的に教えられた。その後、被験者は悪夢の発生頻度が週に2〜3回から月に2〜3回に減少したと報告した。

### 創造性
ディアドラ・バレットの著書『夢の委員会』では、一部の経験豊富な明晰夢見者が、明晰になった後、インスピレーションを求めるアーティストが自分の作品のショーを見ることや、コンピュータプログラマーが望むコードの画面を探すなど、特定の実用的な目標を覚えることを学んだ方法について説明している。しかし、これらの夢見る人のほとんどは、このレベルの制御を獲得する前に覚醒時の目標を思い出せなかった経験を多く持っていた。
スティーブン・ラバージとハワード・ラインゴールドによる『明晰夢の世界の探検』（1990）では、夢と明晰夢の中での創造性について議論しており、赤ちゃんの名前を考える親から外科手術の技術を練習する外科医まで、多くの人々が創造的な問題を解決するために明晰夢の実践を役立てたと主張する証言を含んでいる。著者らは夢の中の創造性が「無意識の心の内容への意識的なアクセス」、「暗黙知」—私たちが知っているが説明できないこと、あるいは知っていても知っていることに気づいていないこと—へのアクセスから生じる可能性があると論じている。
クレイグ・ウェッブによる『音楽の背後にある夢』（2016）は、多くの音楽アーティストの明晰夢の詳細を説明しており、彼らがどのように夢の中で意識的に音楽を聴くだけでなく、作曲、ミキシング、アレンジ、練習、演奏することができるかを詳述している。

## リスク
明晰夢は人生のさまざまな側面に有益である可能性があるが、いくつかのリスクが示唆されている。特定の精神疾患に悩む人々は、現実と明晰夢の区別が難しいかもしれない（精神病）。
非常に少数の人々が金縛りを経験することがあり、これは時々明晰夢と混同されることがある。外見上は両者が非常に似ているように見えるが、それらを区別するのに役立ついくつかの明確な違いがある。人は通常、部分的に覚醒してレム睡眠アトニア（レム筋弛緩）の状態になったときに金縛りを経験する。この状態では、その人は部分的に麻痺し、手足を動かすことができない。金縛りの間、人々は幻覚を経験することもある。これらの幻覚は身体的ダメージを引き起こすことはできないが、それでも恐ろしいものである可能性がある。幻覚には3つの一般的なタイプがある：同じ部屋に侵入者がいるという感覚、胸や背中に圧迫感を感じる、飛行や浮遊感を感じる。一般人口の約7.6％が少なくとも一度は金縛りを経験している。金縛りから覚醒状態に移行するには、身体の一部、例えば指などに意識を集中し、それを動かし、その動きを手、腕と続け、完全に目覚めるまで続けることで達成できる。
明晰夢の長期的なリスクは広く研究されていないが、多くの人々は何年もの間、悪影響なしに明晰夢を報告している。2018年、ウィスコンシン睡眠意識研究所の研究者らは、より頻繁に明晰夢を見る個人はより活発でよく結合された前頭前皮質を持っているという結論に達した研究を実施した。